# Białogórze (wzniesienie)
Białogórze (niem. Weißer Berg) – wzniesienie o wysokości 165,2 m n.p.m. należące do terenu Wyżyny Wawrzyszowsko-Szklarskiej, a dokładniej jej krańca graniczącego z Niziną Grodkowską. Administracyjnie należy do miejscowości Jutrzyna. Jej grzbietem biegnie polna droga prowadząca z Jutrzyny do Kolnicy. Na jej łagodnych zboczach znajdują się pola uprawne, na których hoduje się głównie pszenicę i rzepak. Wysoka jakość gleby oraz znikoma deflacja gruntu tworzy korzystne warunki dla rolnictwa.
Na północnym krańcu znajdują się podmokłe łąki Wilczy Kąt, znane również jako łąki ,,Pod latarnią", obok których płynie rzeka Gnojna. Od południowego wschodu Białogórze graniczy z bagniskami Wisz.